# Monalisa Araya
Pour les articles homonymes, voir Araya.
Monalisa Araya (en tigrinya : ሞናሊሳ ኣራያ), née le 18 novembre 2003, est une coureuse cycliste érythréenne.

## Carrière
Aux Championnats d'Afrique de cyclisme sur route 2022 à Charm el-Cheikh, Monalisa Araya est médaillée d'or en contre-la-montre par équipes et médaillée d'argent en contre-la-montre par équipes mixtes,.

## Palmarès
- 2021
  -  Championne d'Érythrée sur route juniors
  -  Championne d'Érythrée du contre-la-montre juniors
- 2022
  -  Championne d'Afrique du contre-la-montre par équipes (avec Danait Fitsum, Adiam Dawit et Milena Fafiet)
  -  Championne d'Érythrée sur route
  -  Médaillée d'argent du championnat d'Afrique du contre-la-montre par équipes mixte
- 2024
  -  Médaillée d'or du contre-la-montre par équipes aux Jeux africains
  -  Médaillée de bronze de la course en ligne aux Jeux africains
- 2025
  -  Championne d'Érythrée sur route

### Classements mondiaux
| Année                                 | 2022 | 2023 | 2024 |
| ------------------------------------- | ---- | ---- | ---- |
| Classement UCI                        | 210e | 518e | 481e |
|                                       |      |      |      |
| Légende : nc = non classéSource : UCI |      |      |      |